# Даниил (имя)
Дании́л — мужское личное имя библейского происхождения, восходящее к древнееврейскому имени דניאל‬ (Даниэ́ль), личному имени пророка Даниила. Буквальный перевод — «Бог — мой судья», «Бог есть судья». Исходное древнееврейское имя Даниэль — двусоставное, дан («судья») и эль («бог»), поэтому и допускает множественность трактовок. Встречаются также разговорные варианты: Дани́л, Дани́ла.
В Библии кроме пророка Даниила, имя Даниил, упоминается ещё в книге пророка Иезекииля (Иез. 14:14, 20, 28:3).
При раскопках Угарита была обнаружена поэма XIV века до н. э., герой которой — мудрый и справедливый судья, заступавшийся за вдов и сирот, носит имя Дани-Ил, отсылающее к почитанию им бога Эля/Илу. Некоторые учёные отождествляют Даниила, упомянутого у Иезекииля, с Дани-Илом из этой поэмы.
В христианской традиции Даниил — один из наиболее почитаемых ветхозаветных пророков. Помимо него, имя Даниил соотносится с несколькими раннехристианскими святыми: мучеником Даниилом Кесарийским, казнённом в 308 году во время гонений на христиан, устроенных императором Диоклетианом; преподобным Даниилом Столпником (V век) и другими. В православной традиции также чтится память князя Даниила Московского (XIII век).

## Именины
- Православные (даты даны по григорианскому календарю)[3]: 2 января, 12 января, 1 марта, 6 марта, 17 марта, 31 марта, 20 апреля, 4 июня, 5 июня, 26 июня, 23 июля, 12 сентября, 25 сентября, 4 октября, 25 ноября, 9 декабря, 11 декабря, 12 декабря, 24 декабря, 30 декабря.

## Иноязычные варианты
- англ. Daniel, Dan, Danny[4]
- азерб. Daniyal[5][6][неавторитетный источник]
- араб. دانيال [Danyal]‎[6][неавторитетный источник]
- бел. Даніла[7]
- болг. Даниил[7]
- греч. Δανιήλ[7]
- исп. Daniel[8]
- итал. Daniele[4]
- нем. Daniel[4]
- серб. Danilo[8]
- тур. Danyal[9]
- каз. Данияр
- укр. Данило[7]
- фр. Daniel, Dani, Danis[4]
- хорв. Danilo[8]
- чеш. Daniel[7]